# Viktor Johansson
Viktor Tobias Johansson (* 14. September 1998 in Stockholm) ist ein schwedischer Fußballtorhüter.

## Karriere

### Vereinskarriere
Viktor Johansson begann seine Karriere in seiner Heimatstadt Stockholm bei Hammarby IF und durchlief dort die Jugendmannschaften des Vereins. In der Saison 2014 wurde er für das Spiel am 2. Juni gegen IK Sirius und am 8. Juni gegen Landskrona BoIS in den Kader der ersten Mannschaft, welche in der Superettan spielte, berufen. Bei beiden Spielen kam er aber nicht zum Einsatz. Zur Saison 2014/15 wechselte er nach England in die Jugendabteilung von Aston Villa. Nachdem er in der Saison 2017/18 eine etwas mehr als drei monatige Leihe beim FC Alfreton Town verbracht hatte, wechselte er zur Saison 2018/19 in die Jugendabteilung von Leicester City. Nach zwei Spielzeiten wagte er mit den Wechsel zum englischen Zweitligaaufsteiger Rotherham United den Schritt in den Profifußball. Sein Debüt für seine neue Mannschaft gab er am 7. November 2020 in der EFL Championship beim Spiel gegen Preston North End, welches man mit 2:1 gewinnen konnte. Am Saisonende verpasste man als 23. den Klassenerhalt und musste in die EFL League One absteigen, wo man aber den direkten Wiederaufstieg schaffte. Zudem konnte er sich mit seiner Mannschaft in der Saison 2021/22 auch die EFL Trophy gewinnen. In der Saison 2022/23 belegte er und seine Mannschaft den 19. Platz und konnten so den Klassenerhalt in der EFL Championship sichern.

### Nationalmannschaftskarriere
Nachdem er von der U17 bis zur U21 in allen Nachwuchsmannschaften von Schweden aktiv gewesen war, wurde Viktor Johansson im März 2023 von Nationaltrainer Janne Andersson für die schwedische Nationalmannschaft nominiert. Aber bisher kam er bei keinen der vier Spiele zum Einsatz, wo er nominiert war.